# Дабатуйское сельское поселение
Се́льское поселе́ние «Дабату́йское» (бур. Дабаатын һомон) — муниципальное образование в Заиграевском районе Бурятии Российской Федерации.
Административный центр — улус Эрхирик.

## История
Статус и границы сельского поселения установлены Законом Республики Бурятия от 31 декабря 2004 года № 985-III «Об установлении границ, образовании и наделении статусом муниципальных образований в Республике Бурятия»

## Население
| 2002  | 2011  | 2012  | 2013  | 2014  | 2015  | 2016  |
| ----- | ----- | ----- | ----- | ----- | ----- | ----- |
| 3339  | ↘2483 | ↗2513 | ↗2604 | ↗2825 | ↗3133 | ↗3478 |
| 2017  | 2018  | 2019  | 2020  | 2021  | 2023  | 2024  |
| ↗3950 | ↗4160 | ↗4372 | ↗4686 | ↗5489 | ↗5821 | ↗6027 |

## Состав сельского поселения
| № | Населённый пункт | Тип населённого пункта       | Население |
| - | ---------------- | ---------------------------- | --------- |
| 1 | Дабата           | улус                         | ↗100      |
| 2 | Нарын-Шибирь     | улус                         | ↗126      |
| 3 | Эрхирик          | улус, административный центр | ↗5234     |